# Raffaele Morbelli
Raffaele Morbelli (Alessandria, 9 gennaio 1923 – 30 marzo 2017) è stato un dirigente sportivo italiano. Soprannominato "Lello", nel 2014 è stato inserito fra i membri dell'Italia Basket Hall of Fame.

## Biografia
Tra i più affermati dirigenti del mondo cestistico internazionale, è stato general manager della Pallacanestro Cantù dal 1968 al 1986. Nell'arco di 18 anni la squadra è riuscita a conquistare due scudetti (1975 e 1981), altrettante Coppe dei Campioni (1982 e 1983), 4 Coppe delle Coppe (1977, 1978, 1979, 1981), 3 Coppe Korać (1973, 1974, 1975) e 2 Coppe Intercontinentali (1975 e 1982).
Dopo l'esperienza canturina, ha ricoperto il ruolo di presidente dell'Olimpia Milano dal 1986 al 1997. Sotto la sua dirigenza la squadra milanese ha vinto: 3 scudetti (1987, 1989 e 1996), 2 Coppe dei Campioni (1987 e 1988), una Coppa Korać (1993), una Coppa Intercontinentale (1987) e una Coppa Italia (1987).
Alla luce dei trofei conquistati, è considerato il dirigente che nel mondo cestistico italiano ha conquistato il maggior numero di trofei internazionali.